# デススマイルズII 魔界のメリークリスマス
『デススマイルズII 魔界のメリークリスマス』は、ケイブ製の横スクロールシューティングゲームである。アーケード版は2009年5月13日に稼動開始。またタイトル名『デススマイルズIIx 魔界のメリークリスマス』としてXbox 360版が2010年5月27日に、プラチナコレクションが2011年11月10日に発売された。

## 概要
前作『デススマイルズ』の続編として発表され、2009年のAOUショーで参考出展された。開発にはケイブ出身の漫画家井上淳哉がグラフィックプレジデントとして引き続き参加している。
プレイヤーキャラクターに若干の変更があり、前作では使用可能だった「フォレット」と「ローザ」が外されて、代わりに新キャラクターの「スーピィ」と「レイ」が追加された。
アーケード版はオペレーターへの基板販売の他に、毎月のインカムから一定の比率で売り上げを分け合う契約で基板をレンタルする「レベニューシェア方式」によって契約店舗へのレンタルも行われていた。しかし諸々の問題から継続が困難となり、2010年初期にレンタルした基板を全て回収する事によって制度は廃止された。
Xbox 360版は2010年2月27日に開催された「Xbox 360 シューティングフェスタ 2010」の会場で、前作のXbox 360版プロデューサーである浅田誠によって、映像の完全HD化やアーケード版では使用できなかったフォレットとローザの追加、各種のモードやミニゲーム追加などの大幅なパワーアップを伴って発売すると発表された。
2021年12月16日には、シティコネクションが開発・販売を担当する「デススマイルズ I・II」が発売。前作とともにアーケードおよび家庭用版が収録されている。

## ストーリー
こことは異なる世界、ジルバラードでハロウィンの夜に発生した大事件……ディオール家の四人の娘と、事件の元凶であった男の前には現世へと帰還できる時空の扉が開かれていた、しかし彼女達はまだこの世界に留まる事を決意し、誰もその門を潜ることは無かった。それから1ヶ月ほどが経ち、ジルバラードでは雪が降り始めクリスマスの日が近いことを告げていた。
街へ買い物に来ていたディオール家の三女、ウィンディアは道端で寒さと飢えに苦しむ小さな女の子、スーピィを発見する。可哀相に思ったウィンディアは彼女をディオールの屋敷へ連れて帰るが、その夜にディオールがスーピィに襲われて重傷を負ってしまう。
スーピィの影から現れた異形の姿───すべてはディオールに深い恨みを持つ怪人、サタンクロウズの仕業であった。目的を果たしたサタンクロウズはディオールの屋敷からあらゆる望みを叶えるという「願いの音符」を奪い逃亡してしまった。四姉妹の長女ローザはウィンディアと四女キャスパーにサタンクロウズを追うよう命令する。その時、スーピィが姉妹の目の前でエンジェルとして覚醒した。彼女もまた現世界から迷い込んできたロストチルドレンであったのだ。
サタンクロウズを追って屋敷から飛び立つエンジェル達。それと同時に、もう1人のロストチルドレンが彼女達を追うため街から飛び立っていた。

## 登場キャラクター

### プレイヤーキャラクター
ウィンディア
声：飯田奈保美
ディオール家の三女。13歳。イギリス・ロンドン出身。泣き虫で甘えん坊な性格は相変わらず。ただし妹のキャスパーにだけはお姉さん風を吹かしている。
スーピィ
声：鏡杏奈
今作の追加キャラクター。7歳。デンマーク・コペンハーゲン出身。氷の湖に落ちて溺れたところに光の門が現れ、門を潜ってジルバラードへやって来る。幻影城（前作のラストステージ）に飛ばされた彼女は運悪くサタンクロウズに拾われ、復讐の道具として利用されてしまう。願の音符が飛び散ったり､ディオールの訃報を聞いた時は自分のせいだと泣くものの､自分は悪くないと知るとすぐ立ち直る。言いたい事は何でも言う為、ローザをおばさん呼ばわりした結果怒られた。
キャスパー
声：林美穂
ディオール家四女。11歳。ドイツ・ベルリン出身。生意気なひねくれ者だがそれは愛情に飢えている事の裏返し。ローザのようなセクシーな外見に憧れているらしい。
レイ
声：舩坂泰子
今作の追加キャラクター。12歳。デンマーク・コペンハーゲン出身。スーピィを追ってジルバラードへやって来た彼女の実兄。山奥へ飛ばされたところをゴールドバーグという男に拾われ、ロストチルドレンとしての力に目をつけた彼によって偽エンジェルとして女装させられ、魔物退治にこき使われる日々を送っている。
フォレット
声：あべるみ
ディオール家二女。14歳。フランス・パリ出身。おとなしい性格だが冷徹。姉のローザに心を開いてはいるがやや依存度が高く、同性愛者と誤解されかねない言動も。Xbox 360版で使用可能。
ローザ
声：田内夏子
ディオール家長女。17歳。アメリカ・カリフォルニア出身。強い責任感と面倒見の良さを持つ四人姉妹のまとめ役。それ故に世間からは年増呼ばわりされている事を密かに気にしているらしい。スーピィと初めて会った時には“おばさん”呼ばわりされる。Xbox 360版で使用可能。

### 使い魔
ホゥ
ウィンディアの使い魔である白フクロウ。執事のような落ち着いた性格。
弱ショットは直線弾、強ショットは円形の貫通弾を発射。強ショットで位置固定。ウィンディアを中心に結界が形成される。
ティラノサタンゴースト
前作のラスボスである魔界帝王ティラノサタンがウィンディア達に敗れ、自身の消滅を防ぐために全ての魔力を使用した事で使い魔レベルまで落ちた際、偶然召喚されたスーピィに憑依した姿。鳴き声しか出せない。
弱ショットは火炎弾、強ショットは3WAYスプレッド弾を発射。強ショットで位置固定。スーピィを中心に結界が形成される。
キキ
キャスパーの使い魔であるプチイービル。でしゃばりで口が悪い。
弱ショットはブーメラン軌道の丸ノコギリを3連射、強ショットは直線レーザー。弱ショットで位置固定。キャスパーとキキの間を中心に結界が形成される。
ペペ・ピピ
レイの使い魔である双子の天使。天使だが腹黒いという噂。
弱ショットは当たると3WAYに分裂する天使の矢、強ショットは鋭角な軌道を描くツインレーザー。強ショットで位置固定。ペペとピピの間を中心に結界が形成される。
ボーボ
フォレットの使い魔であるベビードラゴン。のんびり屋。
弱ショットは3WAY弾、強ショットは中距離射程の火炎放射。強ショットで位置固定。ボーボを中心にフォレットの前方で結界が形成される。
ティティ
ローザの使い魔である花の妖精。ローザのツッコミ役。
弱ショットは直線に飛ぶツインショット。強ショットは貫通するバラの花を交差状に6発同時発射。弱ショットで位置固定。ティティを中心にローザの後方で結界が形成される。

### その他
ディオール
声：浅科准平
ディオール家の当主である心優しき老人。サタンクロウズによって瀕死の重傷を負ってしまう。
ゴールドバーグ
ジルバラードの下町に住む飲んだくれの中年男。酒代欲しさにレイをこき使うが根っこの部分は善人らしく、極稀に優しいところも見せる。
サタンクロウズ
声：原聖
50歳。フィンランド出身。過去に魔力を悪事に多用したためディオールによって魔界へと追放されていた今作の敵役。前作のラストでジルバが開いた光の門を潜りジルバラードへと帰還する。自分勝手で良心を持たない極めて危険な性格。過酷な魔界で戦い抜いてきたことにより、以前よりも遥かに強力な魔力を身に付けている。家庭版ではオヤジギャグを放ったり､セクハラ発言をするなどギャグキャラクター化している。
ジルバ
前作で光の門を潜り現実世界への帰還に成功したサキュラの父親。ジルバラードで得た魔力を駆使して社会的に世界の覇権を握り、今度はジルバラードを征服するべく再び光の門を潜る。

## ゲームシステム
アーケード版のバージョン3.0以降、およびXbox 360版『IIx』モードの共通事項を記述。
操作方法
- レバー8方向で移動。左右のボタンで押した側の方向へ弱ショットを発射。弱ショットボタンを押しっぱなしで強ショットを発射。ボムボタンでボムを発射。

ボム
- ボムを発射する事で画面全体の敵にダメージを与える。また発射直後から数秒間は全身無敵となる。

アイテムカウンタ
- 倒した敵から放出される指輪を取る事でアイテムカウンタが増加。カウンタ数が1000に達する事でパワーアップが可能。
- 本作では、プラス値（累計カウンタ）はアイテムカウンタの数値の下に記載されるようになった。

パワーアップ
- アイテムカウンタが1000の時に左右ボタン同時押しで発動。ショットの強化、放出される指輪の増加などのボーナスが追加される。パワーアップ中はアイテムカウンタが徐々に減少し、0になるとパワーアップ終了となる。発動および終了時は画面上の敵弾が全て指輪に変化する。

結界
- 前作におけるロックショットに相当する攻撃。通常ショットでは届かない、画面奥の敵も攻撃可能。
- アイテムカウンタ1000未満、またはパワーアップ中に左右ボタン同時押しで円形の結界が形成。範囲内の敵をロックオンして結界レーザー（誘導レーザー）を発射する。結界レーザーで撃破すると得点アイテムが大量に出現する。ノーマル時に結界を張るとアイテムカウンタが激減。パワーアップ中に結界を張るとアイテムカウンタの減少速度が低下する。アーケード版ではアイテムカウンタの数字に応じて範囲が広くなる。

結界ゲージ
- 「II X」で実装された機能。自機を円形に囲んでいるゲージで、II Xではアイテムカウンタの代わりに結界ゲージを消費する。0になると結界を張ってもレーザーが発射されなくなる。ゲージは時間経過や指輪の回収で増加する。

反応弾（撃ち返し弾）
特定の攻撃で撃破した敵からは、撃ち返し弾が放たれる。
使い魔反応弾
- アイテムカウンタが1000の時に弾を当てた敵から発射される撃ち返し弾。使い魔を当てる、パワーアップを発動、ボスの形態変化時に指輪へ変化する。

パワーアップ反応弾
- パワーアップ中に倒した敵から発射される青色の誘導弾。結界を張ることで指輪へ変化する。時間経過で直線状のラインが表示され、この時に結界を張ると指輪の数が増加。またパワーアップ終了時はそのまま消失して指輪には変化しない。

結界反応弾
- 結界レーザーで倒した敵から発射される黄色の誘導弾。結界ゲージが0になるか結界消失時に指輪へ変化する。時間経過で赤色化し、変化する指輪の数が増加。

## ステージ構成
前作同様にプレイヤーは1面クリア時にステージ選択ができる。前作と違い、レベル選択の概念がない。アーケード、Xbox 360で構成が異なっている。

アーケード版、Xbox 360版のアーケードモードは前述の通り1面クリア時はステージ選択を3回繰り返し、そのあとは最終面のみに進む全5面構成。
Xbox 360版の『IIX』、アレンジモードではステージを2つ追加して全7面構成となっている。アーケード版にはなかったレベル選択機能が追加され、今作も回数制限なしでレベル選択ができる（レベルによってパワーアップ反応弾、使い魔反応弾が異なる）。5面クリア時、直接最終面を選ぶか、廃楽園をどっちか選択できる。廃楽園を選択すると最終面の敵配置、敵が発射する弾幕が変化する。

### ステージ一覧
| フィールド | エリア名             | ボス |
| ---------- | -------------------- | --- |
| A…聖夜     | 聖なる夜に…          | 大っきなトナカイ リリー lilly                                                                                                   |
| E…迷路     | 白い闇の中           | 白い闇の支配者 タルタロス tartaros                                                                                              |
| C…遺跡     | 地の底の悪魔         | 古い井戸の悪魔 ヘビースネイク heavy snake                                                                                       |
| D…廃墟     | 廃墟を彷徨う影       | お化け屋敷のナイスミドル タメコス氏 tamecos                                                                                     |
| B…都市     | 首都を襲う野獣       | お城をまとった野獣 ビゴーデ bigote                                                                                              |
| F…廃楽園   | 見果てぬ夢の国       | 墜ちたマスコット マッドテディ&マッドバニー madteddy&madbunny                                                                    |
| FINAL…宮殿 | 魔法にかけられた宮殿 | 憎っくき変人 サタンクロウズ satanclaws〜再び扉を開くもの ピジョンブラッド ジルバ pigeon blood jitterbug（エックスのみ、真ボス） |

## 家庭用版「デススマイルズII X」
家庭用版では、アーケード版の移植の他に3つのモードが搭載。
アーケード版から結界関連を扱いやすし、追加要素を加えたバージョンアップした「デススマイルズII X」、II Xのシステムを大幅に変更した「アレンジ版」、ミニゲーム「使い魔レース」の3つとなっている。
IIX版は、HD画質化（16:9画面比率）、3難易度選択、キャラクター2人追加、新規ステージ2つが加えられている。

### 「II X」アレンジモード
時間経過やボムの発動、アイテム取得で増減する「テンションメーター」により、プレイ中の難易度が能動的に変化する仕様。メーターが高いほど攻撃が激しくなり、その分得点の元となる。ボムは、特定の敵撃破や使い魔投げでの防御で上昇する「マジックチャージ」で補充可能。
本作における結界と使い魔の防御を兼ねたものとして「使い魔投げ」が可能。使い魔を投げている間は、使い魔の周囲にロックオンフィールド（青）と防御フィールド（赤）が発生し、敵弾を得点アイテムに変えつつ、弾の量に応じて防御フィールドが拡大。投げた使い魔が自機に戻ると同時に結界レーザーを発射する。
パワーアップ状態では、追加要素として「ヒートアップ」が実装。ヒートアップ中はテンションメーターが増大し、使い魔を投げるまで継続する。使い魔投げを行うと「フィーバータイム」となり、アイテムカウンタが減少する。

## 備考
- アーケード版は前述のレベニューシェア方式による販売などで注目を集めたがバグやハードウェア上の欠陥が多く、またバージョン3.0になるまでのゲームシステム上の問題点（永久パターンの発覚や点数バグなど）や最終ステージを乗せない状態での販売がオペレーターやユーザーの不評を買い、商業的に成功とはならなかった。
- Xbox 360版の発売において、プロデューサーの浅田誠、グラフィックプレジデントの井上淳哉、メインプログラマーの池田恒基は「アーケード版では作りたかったものが作れなかった」「移植するからにはやりたい事をやらせてもらう条件でやらせてもらった」と、イベントやインタビューの場で異口同音にコメントしている。
- Xbox 360版には、アーケード版（と同一内容）の移植版も収録されているが、ゲームのメニュー画面にて何らかのゲームモードを選択すると、直接そのままキャラクター選択画面になる。そういった仕様のため、（前作『デススマイルズ』（Xbox 360版）や、同社の『虫姫さまふたり』Ver1.5（Xbox 360版）などと異なり）いわゆる（アーケード版で言うところの）「デモ画面（スコアランキング→メーカーロゴ→タイトル→プレイデモ、の繰り返し）」は移植（収録）されておらず、見ることはできない。
- 前作の『メガブラックレーベル』でプレイヤーキャラクターとして操作できたサキュラは発売延期になるのを避けるためXbox 360の追加キャラクターとするのを断念したとのこと。なお、キャスパーのエンディングには出演している。
- 本作の北米版はパッケージゲームとして発売せず、ゲームオンデマンド専売という形が取られる。